# ポール・エイディング
ポール・エイディング（Paul Eiding、1957年3月28日 - ） は、アメリカ合衆国の俳優、声優、元軍人。オハイオ州グリーブランド出身。1983年にカリフォルニア州に移住。娘が2人いる。声種はバリトン。趣味はサイクリング。米国テレビラジオ芸能人連盟、映画俳優組合、俳優組合会員。

## 出演作品

### テレビアニメ
- アニマニアックス（ダイナー）
- スワットカッツ（ドクター・N・ザイム）
- ウィッチ -W.I.T.C.H.-（ジーク）
- カウ&チキン（チャールズ）
- 邪悪なコンカルネ（バスター、男、父親）
- 戦え!超ロボット生命体トランスフォーマー（パーセプター、デスタトラン）
- 戦え!超ロボット生命体トランスフォーマー2010（パーセプター、記録映像のクインテッサ星人、テレビのレポーター）
- バットマン（ドーラン）
- ビリー&マンディ（FBI幹部A、車の男）
- ファンタスティック・マックス（アーノルド）
- ベン10（マックス・テニスン、ラジオの声、アナウンサー、他）
  - ベン10 オムニトリックスの秘密（マックス・テニスン）
  - ベン10 エイリアンフォース（マックス・テニスン、DNAリアン、運転手、他）

### 劇場版アニメ
- アイアン・ジャイアント（役名表記なし）
- カーズ（その他の声の出演）
- カールじいさんの空飛ぶ家（その他の声の出演）
- くもりときどきミートボール（役名表記なし）
- 紅の豚（役名表記なし）
- シュレック2（エキストラ）
- 千と千尋の神隠し（役名表記なし）
- ターザン（役名表記なし）
- トランスフォーマー ザ・ムービー（パーセプター）
- ファインディング・ニモ（その他の声の出演）
- 平成狸合戦ぽんぽこ（役名表記なし）
- モンスターズ・インク（その他の声の出演）
- ラングワートの森/ぼくらは小さなレスキュー隊（アビゲイルの父）
- ロボッツ（マッド・ドクター）

### OVA
- ポカホンタスII/イングランドへの旅立ち（役名表記なし）

### ゲーム
- アバター・ザ・ゲーム（カール・ファルコ）
- エターナルダークネス 〜招かれた13人〜（ポール・ルーサー）
- ゴッド・オブ・ウォー（ゼウス）
- サムライウエスタン 活劇侍道（ジェネラル、フランクリン・ゴールドバーグ）
- ダージュ オブ ケルベロス ファイナルファンタジーVII（宝条）
- 大乱闘スマッシュブラザーズX（ロイ・キャンベル）
- ディアブロ2（ナレーター）
- NINJA GAIDEN 2（ムラマサ）
- ベン10 プロクター・アース（マックス・テニスン）
- Marvel : Ultimate Alliance（イミール）
- メタルギアソリッド（ロイ・キャンベル）
- メタルギアソリッド2（ロイ・キャンベル）
- メタルギアソリッド3（ロイ・キャンベル）
- メタルギアソリッド4（ロイ・キャンベル）
- NO MORE HEROES 2 DESPERATE STRUGGLE（ミリオンガンマン、キャプテンウラジミール）
- The Elder Scrolls V: Skyrim - Galmar Stone-Fist、Septimus Signus、Felldir the Old (2011年)

### 映画
- 恋をさがして（ポール）
- スチュワーデス・アカデミー（タクシー運転手）
- ダイナウォーズ 恐竜王国への大冒険（キングの声）
- マッド・ハウス/珍入者撃退作戦
- 101（声のエキストラ）

### テレビ映画
- ナイトブレーカー（ロスコー・カミングス博士）

### ビデオ映画
- スカイスクレイパー（ジョン）

### テレビドラマ
- ER緊急救命室（カミンスキー）
- LA大捜査線 マーシャル・ロー（アリ・ウィルソン博士）
- L.A.ロー 七人の弁護士（デロン・ホロウェイ）
- 驚異のスーパー・バイク ストリートホーク（レポーター2）
- ザ・プラクティス ボストン弁護士ファイル（サイエンス・エキスパート）
- ザ・プリテンダー 仮面の逃亡者（バーニー）
- ザ・ホワイトハウス（労働者のリーダー）
- CSI:科学捜査班（裁判長）
- 新トワイライトゾーン（サム・フィリップス）
- スタートレック:ディープ・スペース・ナイン（ロクエル大使）
- チアーズ（フレッド）
- ピケット・フェンス　ブロック捜査メモ（ジェイソン・スタインバーグ）
- 世にも不思議なアメージング・ストーリー（医者）